# Barbarano Romano
Barbarano Romano är en ort och kommun i provinsen Viterbo i regionen Lazio i Italien. Kommunen hade 1 069 invånare (2018).